# Mario Innauer
Mario Innauer (* 10. Jänner 1990 in Graz, Steiermark) ist ein ehemaliger österreichischer Skispringer und Sohn des Olympiasiegers Toni Innauer.

## Werdegang
Mario Innauer debütierte am 4. Jänner 2007 auf seiner „Heimanlage“, dem Bergisel im Weltcup, wo er als 16. auf Anhieb Weltcup-Punkte sammeln konnte. Am 7. Jänner 2007 wurde er in Bischofshofen 15. Sein bestes Weltcup-Ergebnis erreichte er am 4. Februar 2007 in Titisee-Neustadt, wo er den fünften Rang ersprang.
Bei den Junioren-Weltmeisterschaften 2008 stürzte er im zweiten Durchgang bei der Höchstweite, wobei er sich einen Muskelfaserriss zuzog und einige Wochen pausieren musste. In der Weltcupsaison 2007/08 kam er nur in den beiden Bewerben in Bischofshofen zum Einsatz, in denen er die Ränge 20 und 24 belegte. Ebenfalls in dieser Saison gelang ihm sein erster Sieg im Rahmen des Continental Cups in Rovaniemi.
Im Rahmen des sogenannten Bergiselspringen (Innsbruck) der Vierschanzentournee 2009/10 gab Mario Innauer nach zwei Jahren sein Weltcup-Comeback mit einem 10. Platz. Beim Abschlussspringen der Vierschanzentournee in Bischofshofen landete Innauer auf Rang 15.
Mario Innauer sprang für den SV Innsbruck-Bergisel. Er lebt in Thaur.
Im März 2011 zog er sich bei einem Sturz im Probetraining des Continental Cups in Wisła im rechten Knie einen  Kreuzband- und Seitenbandriss sowie Meniskusverletzungen in beiden Knien zu.
Bei der Vierschanzentournee 2011/12 belegte er beim Springen in Bischofshofen Platz 57, was zu Platz 68 in der Gesamtwertung reichte. Im Continental Cup konnte er 2011/12 nur 34 Punkte sammeln. Die Saison 2012/13 musste er wegen einer Knochenprellung und einer Patellasehnen-Entzündung auslassen. Dies seien Folgewirkungen von seinem Sturz in Wisła gewesen. Er startete nur bei zwei FIS-Cup-Springen in Winterberg.
Im Mai 2013 gab er sein Karriereende wegen anhaltender Verletzungsprobleme bekannt.

## Erfolge

### Weltcup-Platzierungen
| Saison  | Platz | Punkte |
| ------- | ----- | ------ |
| 2006/07 | 31.   | 161    |
| 2007/08 | 58.   | 018    |
| 2009/10 | 39.   | 082    |
| 2010/11 | 58.   | 015    |

### Continental-Cup-Siege im Einzel
| Nr. | Datum             | Ort       | Typ           |
| --- | ----------------- | --------- | ------------- |
| 1.  | 11. Dezember 2007 | Rovaniemi | Normalschanze |
| 2.  | 28. Dezember 2010 | Engelberg | Großschanze   |
| 3.  | 20. Februar 2011  | Kranj     | Normalschanze |
| 4.  | 26. Februar 2011  | Zakopane  | Großschanze   |